# Viera Mecková
Viera Mecková (* 6. září 1933 Turčianske Teplice) je slovenská architektka a držitelka Ceny Emila Belluša.

## Život
Po vystudování architektury a pozemního stavitelství na Slovenské vysoké škole technické v Bratislavě fakulta architektury a stavebnictví v letech 1952–1958 začala pracovat ve Stavoprojektu v Žilině jako architektka a od roku 1968 jako hlavní architektka. V roce 1971 byla vyloučena ze Zväzu slovenských architektov. V roce 1972 se stala členkou skupiny VAL. Od roku 1990 je samostatnou architektkou v Žilině.
Kromě architektury se zabývá od roku 1985 tvorbou v oblasti šperku. V období 1990–1992 působila v tvorbě knižní vazby. V letech 1991–1993 byla členkou rady Spolku architektů Slovenska a v letech 1992–2002 členkou Slovenské komory architektů jako autorizovaný architekt.

## Rodina
Během studií na vysoké škole se provdala za architekta Jozefa Mecka. Z tohoto manželského svazku vzešlo jediné dítě, v roce 1961 se narodil syn Tomáš.

## Dílo
Stavební projekty:
- Dům kultury Púchov (projekt 1964–1966, realizace 1966–1970)
- Státní banka a pojišťovna v Liptovském Mikuláši (projekt 1965–1966, realizace 1966–1972)
- Dům kultury Dolný Kubín (projekt 1975–1978, realizace 1979–1986)
- Administrativní budova OV KSS v Žilině (projekt 1981–1983, realizace 1984–1988)

## Ocenění
- V roce 1988 obdržela Cenu Zväzu slovenských architektov spolu s Jurajem Marthem a Ladislavem Sulíkem za projekt administrativní budovy OV KSS v Žilině
- V roce 2003 získala Cenu Emila Belluša za svoji celoživotní tvorbu.[5]